# 프로토타입 자바스크립트 프레임워크
프로토타입 자바스크립트 프레임워크(Prototype JavaScript Framework)는 샘 스티븐슨(Sam Stephenson)에 의하여 만들어진 자바스크립트 프레임워크이다. Ajax 프레임워크와 다른 유틸리티들을 제공한다. Prototype은 Prototype.js라는 이름의 단일 자바스크립트 파일로 구성되어 있다. Prototype은 단독으로 입수할 수 있지만, Ruby on Rails, script.aculo.us, Rico등의 더 큰 프로젝트의 일부로도 되어 있다.

## 유틸리티 함수 예제

### $() 함수
$()는 getElementById함수의 단축형이다. HTML 페이지의 DOM에 있는 요소를 참조하는 경우, 통상은 다음과 같이 기술한다.
```
 
document
.
getElementById
(
"id_of_element"
).
style
.
color
 
=
 
"#ffffff"
;

```

$() 함수를 사용하면, 다음과 같이 간략화된다.
```
   
$
(
"id_of_element"
).
setStyle
({
color
:
 
'#ffffff'
});

```

### $F() 함수
$() 함수를 사용해 구축된 것이 $F() 함수이다. 이것은 요소로부터 요구된 값을 돌려준다.'text'입력에 대해서는, 그 요소에 포함되는 데이터를 돌려주어,'select'입력에 대해서는, 현재 선택하고 있는 값을 돌려준다.
```
 
$F
(
"id_of_input_element"
)

```

### $$() 함수
이 함수는 Prototype의 CSS셀렉터 엔진이다. CSS 스타일 시트의 셀렉터와 같은 규칙에 따라, 모든 매칭 하는 요소를 돌려준다. 예를 들면, 클래스 "pulsate" 의 모든 <a> 태그를 얻고 싶은 경우, 다음과 같이 기술한다.
```
 
$$
(
"a.pulsate"
)

```

이것은 요소의 콜렉션을 돌려준다.Script.aculo.us는 Prototype 라이브러리를 확장하고 있어, 다음과 같이 그것들 요소에 "pulsate"(blink) 효과를 적용할 수 있다.
```
 
$$
(
"a.pulsate"
).
each
(
Effect
.
Pulsate
);

```

## 같이 보기
- JQuery
- JavaScript
- MooTools